# 망량의 상자

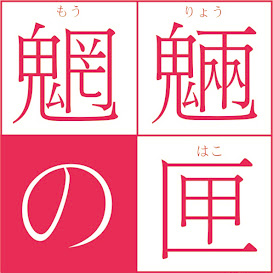

《망량의 상자》(일본어: 魍魎の匣 모료우노 하코[*])는 쿄고쿠 나츠히코의 장편 추리소설・괴이소설이다. 백귀야행 시리즈 제 2탄. 제 49회 일본추리작가협회상 수상작. 2007년 12월 22일 영화화 작품이 공개되었으며 이어 2008년 10월부터 12월까지 텔레비전 애니메이션이 방영되었다.